# Eukoenenia remyi
Eukoenenia remyi is een spinnensoort in de taxonomische indeling van de Palpigradi.
Het dier komt uit het geslacht Eukoenenia. Eukoenenia remyi werd in 1974 beschreven door Condé.